# Древнеегипетские игроки в шахматы
«Древнеегипетские игроки в шахматы» или «Игра в шахматы» — картина британского художника Лоуренса Альма-Тадемы, написанная в 1865 году на бытовой сюжет из истории Древнего Египта. На полотне изображены двое мужчин, играющих в сенет (египетскую настольную игру). За происходящим на доске внимательно наблюдает женщина. Фоном служат расписанное основание колонны и настенное панно, которые Альма-Тадема тщательно срисовал с музейных экспонатов.
В «Игроках в шахматы» художник использовал ряд приёмов, характерных для голландской живописи XVII века: он рисует своих героев в интерьере, на коричневом фоне, показывает, как отдельные лучи яркого света проникают в полутёмное помещение.